# Eutrichota duplicata
Eutrichota duplicata är en tvåvingeart som först beskrevs av Malloch 1918.  Eutrichota duplicata ingår i släktet Eutrichota och familjen blomsterflugor. Inga underarter finns listade i Catalogue of Life.